# Zaksaitė Salomėja
Zaksaitė Salomėja (Kaunas, 1985. július 25. –) litván sakkozó, jogász, kriminológus.
2003-ban, 17 éves korában megkapta a Női Nemzetközi Mester (WIM) címet.
A litván női válogatott tagja volt a 2002-es sakkolimpián, valamint a 2005, 2007, 2011 és 2013-as Európa-bajnokságon.
2015. júliusban az Élő-pontszáma 2237 volt, a legmagasabb pontértékét 2267-et 2005. januárban érte el.
2003-2008 jogi diploma (Magister juris). 2008-2012 Doktorátus (Jog).